# Bradysia pilata
Bradysia pilata är en tvåvingeart som först beskrevs av Franklin William Pettey 1918.  Bradysia pilata ingår i släktet Bradysia och familjen sorgmyggor.
Artens utbredningsområde är Kalifornien. Inga underarter finns listade i Catalogue of Life.